# Paróquia de Santo Afonso de Ligório

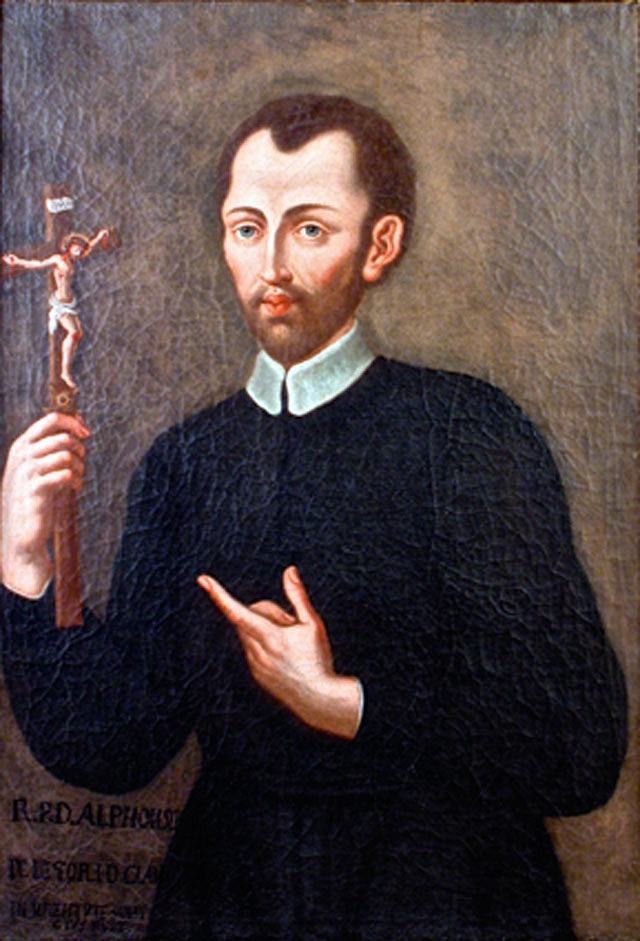
Santo Afonso de Ligório.

A Paróquia de Santo Afonso de Ligório é uma paróquia da Arquidiocese de Fortaleza. Teve início com os padres redentoristas que curavam a Paróquia de Porangabussu. O antigo "Coqueirinho", hoje Parquelândia era uma capela. Para início de desenvolvimento do bairro, em parceria com a prefeitura de Fortaleza, cujo prefeito na época era o Cel. Murilo Borges, foi lançada a pedra fundamental da atual Escola Santo Afonso.
Após a construção da escola o pensamento voltou-se para a ereção de uma capela para o culto dominical. Cuidou, inicialmente da capela o Pe. Guilherme Condon. Houve um acidente e a construção desabou. Recomeçou-se a construção com novo projeto, que fugia à arquitetura tradicional. Seria circular. Por causa de sua arquitetura ficou conhecida como Igreja Redonda, a primeira desse tipo em Fortaleza.
A criação da paróquia deu-se no dia 5 de junho de 1978, no governo arquidiocesano do Arcebispo de Fortaleza Dom Aloísio Lorscheider. O padroeiro é Santo Afonso de Ligório, fundador da Congregação Redentorista.
O território paroquial foi desmembrado das paróquias limítrofes: São Raimundo, São Gerardo e Nossa Senhora da Salete.